# 13 Клиническая
«13 Клиническая» — российский мистический телесериал собственного производства онлайн-кинотеатра «Иви», продюсерских компаний Team Films и INEY Production. Премьера состоялась в декабре 2022 года. Главные роли сыграли Данила Козловский, Паулина Андреева, Виктория Исакова, Владимир Стеклов.

## Сюжет
Главный герой — молодой, но опытный и авторитетный хирург Кирилл, у которого обнаруживают опухоль в голове. По рекомендации коллеги Кирилл отправляется в клинику с необычными методами лечения. После проведённого обследования главный врач приглашает Кирилла в клинику, одновременно и как пациента, и как сотрудника. В каждой серии рассказывается отдельная история одного из пациентов клиники, которых одолевают не клинические болезни, а демоны. По словам сценариста Андрея Золотарёва, им была создана целая классификация демонов, каждый из которых отвечает за определённое заболевание и по-своему взаимодействует с пациентами.

## В ролях
- Данила Козловский — Кирилл Акиньшин, хирург
- Виктория Исакова — Ирина Львовна, заведующая отделением
- Владимир Стеклов — главный врач
- Паулина Андреева — Аня, терапевт
- Нино Нинидзе — Рита, пациентка
- Дмитрий Лысенков — Клим, чиновник от Минздрава
- Кристина Бабушкина — Наташа, пациентка

## Производство
Съёмки начались в апреле 2022 года. Презентация телесериала состоялась на фестивале «Пилот» летом 2022 года. В декабре 2022 года состоялась премьера в онлайн-кинотеатре Иви.
Здание больницы было построено в отдельном павильоне, также часть съёмок проходила в Институте биоорганической химии в Москве.
По словам создателей, на съёмочной площадке в качестве консультанта работал профессиональный хирург.

## Отзывы
Иван Афанасьев, «7 дней.ru»:
Всё это смотрится очень свежо — «13-я клиническая» хорош хотя бы тем, что обманывает ожидания: там, где должно быть страшно, смешит, там, где положено смеяться, нагоняет жути, а там, где должен по всем законам жанра просесть и сдуться, выпускает наружу демонов, с которыми не бывает скучно
Роман Черкасов, «Ведомости»:
Сценарии — традиционно слабое место российских сериалов, но в «13 клинической» с этим всё в порядке: интересная идея, достойная реализация. Сценарист Андрей Золотарёв (работавший над фильмами «Лёд» и «Лёд 2» и сериалом «Триггер») и режиссёр Клим Козинский (известный по сериалу «Вне себя») выстраивают историю, совмещая несовместимое: повседневную жизнь медучреждения и мифологическую фантастику
Максим Ершов, Film.ru:
«13 клиническая» предсказуема, как большинство процедуралов, но отличается отменной компьютерной графикой и неординарными ситуациями. Едва ли все серии будут одинаково интересными, но мрачная Исакова, разнообразные демоны и тандем Андреевой и Козловского не дадут заскучать.

## Приквел
В феврале 2024 года были завершены съёмки приквела «13 Клиническая. Начало», в котором рассказывается предыстория загадочной клиники — её становления на базе обычного НИИ в 1970 гг. Сценарий написал Андрей Золотарёв, а режиссёром выступил Илья Ермолов. Главные роли исполняют Ирина Старшенбаум, Сергей Гилёв, Павел Прилучный, Виктория Исакова и др.

## Награды
Телесериал был удостоен награды на фестивале «Новый сезон»за лучшую мужскую роль.